# Timbaland
Timothy Zachery Mosley (nacido el 10 de marzo de 1972), conocido profesionalmente como Timbaland, es un productor y escritor de música estadounidense. Nacido y criado en Norfolk, Virginia, es ampliamente aclamado por su trabajo distintivo de producción y su estilo rítmico 'tartamudeante'. En 2007, Entertainment Weekly declaró que "todas las tendencias de la música pop pueden ser rastreadas hacia él—desde cantantes sensuales de estilo urbano R&B [...] al arte de incorporar sonidos avant-garde a éxitos número 1." Ha ganado cuatro Grammy Award de 22 nominaciones.
La primera gran producción en la que Timbaland tuvo créditos fue en el álbum Ginuwine...the Bachelor (1996) del cantante de R&B Ginuwine. El posterior éxito comercial de sus sucesivas producciones—tales como el álbum de  Aaliyah One in a Million (1996) y el de Missy Elliott Supa Dupa Fly (1997)—lo hicieron un productor muy solicitado en el rubro del R&B y el hip-hop. Él se ha presentado también como cantante, período en el que lanzó tres álbumes siendo parte del dúo de hip-hop de Virginia Timbaland & Magoo, además de lanzar su álbum debut en solitario, Tim's Bio (1998). Produjo a Justin Timberlake en el single de 2002 "Cry Me a River", y después de eso, sus subsecuentes lanzamientos—incluyendo FutureSex/LoveSounds (2006) y The 20/20 Experience (2013)—y sus respectivos singles. 
El single de Timbaland de 2007, "Give It To Me" (con Nelly Furtado y Justin Timberlake) alcanzó el número 1 de Billboard Hot 100 y precedió el lanzamiento de su segundo álbum, Shock Value (2007). Este trabajo dio origen a los singles "The Way I Are" (con Keri Hilson) y "Apologize" (conn OneRepublic), los cuales alcanzaron los números tres y dos en el chart, respectivamente. Su tercer álbum, Shock Value II (2009), fue respaldado por los singles top 40 "Carry Out" (con Justin Timberlake), "Say Something" (con Drake) y "If We Ever Meet Again" (con Katy Perry). Mientras tanto, los trabajos de producción de Timbaland en este período, se expandieron al incluir a canciones de cantantes tales como Michael Jackson, Jay-Z, Beyoncé, Madonna, Kanye West, Rihanna, Alicia Keys, Lil Wayne, y Björk, entre otros.
Timbaland fundó el sello discográfico Beat Club en 2001 y su sucesor, Mosley Music Group en 2006, mediante la que ha fichado a artistas incluyendo a Nelly Furtado—cuyo álbum Loose (2006) alcanzó la cima del Billboard 200—como también a OneRepublic, Keri Hilson, Bubba Sparxxx, y Chris Cornell. Beat Club es homónimo de un servicio en el que Timbaland sirve de mentor a próximos productores, lanzado en 2020. Junto a su productor colega Swizz Beatz, ha co-creado la serie web Verzuz el mismo año.

## Primeros años
Timothy Zachery Mosley nació el 10 de marzo de 1972 en Norfolk, Virginia, hijo de Latrice, quien era dueña de un refugio para indigentes, y de Garland Mosley, empleado de Amtrak. Él se graduó de Salem High School de Virginia Beach. Durante su tiempo como DJ, utilizaba el nombre artístico "DJ Tim" o "DJ Timmy Tim". Él tiene un hermano menor llamado Sebastian. Su hermana Courtney Rashon es una artista del maquillaje y una autora de New Jersey. Mientras asistía a la escuela media, Timbaland comenzó una colaboración de largo plazo con el rapero Melvin (Magoo) Barcliff. El adolescente Mosley también se unió al equipo de producción S.B.I. (cuyas siglas significaban 'Surrounded By Idiots') que también incluía al productor de Neptunes, su primo, Pharrell Williams. Otros amigos de la escuela de Mosley eran los hermanos Terrence y Gene Thornton, quienes luego serían conocidos como Pusha T y Malice del grupo de rap Clipse, respectivamente. En 1986, cuando Timbaland tenía 14 años, sufrió un disparo accidental a manos de un compañero de trabajo en un restaurante local de Red Lobster y tuvo una parálisis parcial durante nueve meses. Durante ese tiempo, aprendió a ser DJ usando la mano izquierda.

## Carrera

### Tras Swing Mob: 1995 - 1996
En 1995, la mayor parte de los grupos de Devante rompieron sus lazos con el productor y siguieron sus propios caminos. Elliott, Timbaland, Magoo, Playa y Ginuwine continuaron colaborando, y comenzaron a trabajar en sus propios proyectos en solitario. Elliott empezó a ganarse un gran reconocimiento como compositora de canciones y por aparecer en canciones de 702 y MC Lyte, y Timbaland era de vez en cuando asignado a producir las nuevas mezclas de temas escritos por Missy. Uno de éstos, "Steelo" de 702 en 1996, se convirtió en el primer crédito de producción importante de Timbaland.

### El "Sonido Timbaland": 1996 - 2000
También en 1996, Ginuwine lanzó su álbum debut Ginuwine...the Bachelor, producido íntegramente por Timbaland. El álbum fue exitoso tanto en el terreno comercial como en el crítico, y su primer sencillo "Pony", fue el primer ejemplo de lo que más tarde se convertiría en la firma del sonido de Timbo.
El tema "Pony", que Timbaland había creado dos años previos a los días en Swing Mob, fue caracterizado por un cambio, ritmo sincopado, similar a la samba o a la música jungle.
Mientras el trabajo sobre Ginuwine...the Bachelor estaba siendo completado, Timbaland y Missy Elliott comenzaron a producir y escribir la mayor parte del segundo álbum de la artista de R&B Aaliyah, titulado One In A Million. Las canciones que fueron creadas para Aaliyah destacaban por sus adaptaciones innovadoras similares a aquellas en Ginuwine... the Bachelor. One In A Million vendió más de dos millones de copias e hicieron superestrellas no solo a Aaliyah, sino también a Timbo y Elliott.
Elliott y Timbaland se convirtieron en uno de los equipos de producción/composición más exitosos y prolíficos de finales de la década de los 90. Por el final de la década, el sonido de Timbaland está siendo escuchado en canciones de artistas como SWV, Destiny's Child, Nicole Wray, Jay-Z y Nas. La mayor parte de su trabajo de producción durante este periodo fue reservado para su "plantilla" original de colaboradores: dos álbumes de Missy Elliott (Supa Dupa Fly y Da Real World), un segundo de Ginuwine (100% Ginuwine) y el debut de Playa (Cheers 2 U). Timbaland produjo mucho, si no todo, del material de sus álbumes durante este periodo, y también realizó dos álbumes propios: uno con Magoo, y uno en solitario.

### 2000 - 2002
Timbaland produjo durante este periodo canciones como "Roll Out (My Business)" de Ludacris, "Hola' Hovito" de Jay-Z, "Raise Up" de Petey Pablo y "Diamond Dogs" de Beck, una versión del tema original de David Bowie, además de contribuir en el álbum de remixes de Limp Bizkit titulado New Old Songs, en 2001. También produjo tres canciones (que posteriormente se convertirían en sencillos) del tercer álbum de Aaliyah: "We Need a Resolution" con la colaboración vocal del propio Timbo, "More Than a Woman" y la balada "I Care 4 U". 
Indecent Proposal, el segundo álbum de Timbaland & Magoo juntos, había sido programado para su liberación en noviembre del año 2000, y contó con la colaboración de Beck, Aaliyah, y los nuevos protegidos de Timbaland (quien algunos de ellos habían sido firmados para su nuevo sello discográfico Beat Club Records): Ms. Jade, Sebastian, Petey Pablo y Tweet (miembro de Sugah durante los días de Swing Mob). El álbum fue retrasado hasta un año entero, finalmente lanzado al siguiente noviembre, y siendo una decepción comercialmente hablando. Los vocales de Beck en la canción "I Am Music" no fueron incluidos en la versión final, siendo reemplazado por Static (Steven Garrett) de Playa y Aaliyah, fallecida en un accidente de avión tres meses antes de la liberación del álbum. La pérdida de Aaliyah afectó profundamente a Timbaland, cuyo trabajo fue menos omnipresente después de 2001.

### 2002 - 2005
El primer lanzamiento de Beat Club fue el álbum Dark Days, Bright Nights, debut de Bubba Sparxxx, en septiembre de 2001. Timbaland produjo tres canciones del álbum debut de Playa Southern Hummingbird, y la mitad del cuarto y quinto LP de Missy Elliott, Under Construction y This Is Not A Test!. También produjo sencillos de éxito y canciones de álbumes para artistas como Lil’ Kim ("The Jump Off") y Pastor Troy durante este periodo. Colaborando con Scott Storch, Timbaland también produjo un número de canciones para el álbum debut del líder de *NSYNC Justin Timberlake, Justified, incluyendo el éxito "Cry Me a River".
A finales de 2003, Timbaland contribuyó con el segundo álbum de Bubba Sparxxx, Deliverance, y el tercero de Timbaland & Magoo, Under Construction, Part II. 
Timbaland continuó produciendo sencillos exitosos y canciones para artistas; en 2004 lo hizo para LL Cool J, Xzibit y Jay-Z, además de producir la mayor parte del cuarto álbum de Brandy, Afrodisiac. Nuevos temas de artistas como Tweet y The Game fueron lanzadas en 2005.

### 2005 - 2006
En 2005, Timbaland produjo una canción en los álbumes de Tweet y The Game ("Steer" y "Put You on the Game" respectivamente). Hizo lo mismo en el sexto álbum de Missy Elliott, The Cookbook, aunque con dos canciones: "Joy" con Mike Jones y "Partytime". En Rebirth, quinto álbum de Jennifer Lopez, también contribuyó.
Timbaland creó un nuevo sello, Mosley Music Group, de nuevo bajo Interscope. En él están las cantantes Nelly Furtado y Keri Hilson, y el rapero D.O.E.. El tercer álbum de Furtado, Loose, fue lanzado bajo MMG en junio de 2006, debutando #1 en las listas de Estados Unidos, y hilson debutó posteriormente en el mercado2007. Timbaland además también ha trabajado con Whitney Houston, JC Chasez, Muse, Nas, Diddy, Foxy Brown, Ludacris, Chingy, The Game, Nicholas Strunk, Chilli de TLC, Tweet, Björk, JoJo, Rich Boy, Ja Rule, Eve , Beenie Man y muchos más.
En 2006, Timbaland ha producido dos sencillos de éxito masivo como son "Promiscuous" de Nelly Furtado y "SexyBack" de Justin Timberlake(que estuvo en el n#1 del Billboard durante siete semanas consecutivas). También ha declarado que producirá futuros sencillos para Britney Spears, Ludacris, Tweet, Nicholas Strunk, Chingy y The Game.

### Timbaland Presents Shock Value (2007)
Su disco Shock Value fue lanzado a nivel mundial el 4 de abril de 2007; de él se desprenden los sencillos, "Give It to Me" con Nelly Furtado y Justin Timberlake, después para Reino Unido se lanzó "Throw It on Me" en colaboración de The Hives, y "The Way I Are" con Keri Hilson y D.O.E. en disco encontramos colaboraciones de artistas como 50 Cent, Missy Elliott, Dr. Dre, Elton John, Fall Out Boy, Nicole Scherzinger de las Pussycat Dolls, Miley Cyrus, entre otros. El disco cuenta con 18 tracks y otra edición para Japón y Reino Unido con 19 tracks. Björk y Kanye West eran dos de los invitados de lujo para este álbum, mas sus canciones no fueron incluidas en el corte final del disco.

### 2007
Timbaland producirá el nuevo álbum de Madonna, en el cual también está trabajando Justin Timberlake y Pharrell Williams. Timbaland se ha convertido en el productor más influyente e importante de la música pop en lo que va de la década.[cita requerida] En el año 2007 lanzó el sencillo "The Way I Are" de su álbum Shock Value. Asimismo colaboró con artistas como Duran Duran o One Republic, con los que lanzó el sencillo "Apologize (Remix)", que alcanzó rápidamente posicionarse en los primeros lugares de los charts en todo el mundo.[cita requerida] También colaboró en el sencillo de Ashlee Simpson "Outta My Head (Ay Ya Ya)", y con el sencillo del cantante ruso Dima Bilán Number one fan que alcanzó grandes éxitos en Europa Oriental.

### 2008
En el año 2008, Timbaland ha estado trabajando entre otros, nada más y nada menos que con la Reina del Pop, Madonna, en su más reciente y exitoso trabajo, Hard Candy, en canciones como 4 Minutes o Miles Away, consagrándose así como el productor de moda de los últimos años.
También ha estado trabajando con las Keri Hilson o Pussycat Dolls, con las que ya trabajó en el año 2005 en el tema Wait A Minute.
Uno de los deseos de Timbaland es trabajar con Madonna, Beyoncé y Rihanna. Sueño que ha realizado, ya que en estos momentos está trabajando en el nuevo disco de esta, produciendo alguno de los temas. El álbum se pondrá a la venta en noviembre de 2008.Trabajo junto con los New Kids On The Block en su nuevo álbum después de 14 años llamado "The Block" en el tema "Twisted", lanzado al mercado en septiembre de 2008.

## Éxito como productor
Timbaland desde sus inicios en la música, comenzó sus colaboraciones con artistas de talla mundial como Nelly Furtado, Madonna, Katy Perry, Leona Lewis, Flo Rida, Mariah Carey, Britney Spears, Demi Lovato y su mayor aliado y socio, Justin Timberlake. Timbaland desde un temprano comienzo produjo junto a Ludacris, Petey Pablo y David Bowie. 
Timbaland seguía produciendo y colaborando con artistas, aunque no de gran nivel, hasta que su éxito mundial llegó al colaborar al exlíder de 'N Sync Justin Timberlake, arrasando y poniendo su nombre en lo más alto (al ser uno de los productores mayoritarios de temas del primer álbum de Timberlake, Justified, que vendió más de 9 millones de copias) con temas como Cry me a river o (Oh No)What You Got.
A finales de 2003, Timbaland produjo sencillos para artistas como Jay-Z, LL Cool J y la mayor parte del cuarto álbum de Brandy.
En 2006 Timbaland junto a su protegido, Danja, se encargan de coproducir el segundo álbum de estudio, el regreso a la música de Justin Timberlake; FutureSex/LoveSounds (2006).
Del segundo álbum como solista de Timberlake, destacan temas en que interviene Timbaland de una manera casi constante, en temas como SexyBack (estuvo en el n#1 del Billboard durante 7 semanas), My Love (llegó al n#1 del Billboard; también contando con la colaboración del rapero T.I), What Goes Around.../...Comes Around, (también alcanzó el n#1 del Billboard, el tercer n.º 1 consecutivo de Timberlake junto a Timbaland). Finalmente FutureSex/LoveSounds vendió alrededor de 14 millones de copias.
A principios de 2007, Timbaland mencionó que trabajaría con Britney Spears, en su álbum Blackout.
Posteriormente Timbaland colaboró con Pussycat Dolls (Wait a Minute), con Nelly Furtado, en Promiscuous (un éxito de magnitud internacional, más de 15 n.º 1 a nivel mundial). También mencionó que aparecería en sencillos de Coldplay.
En 2007, lanza Give It To Me, como primer sencillo de su álbum Shock Value, que cuenta con la colaboración de Nelly Furtado y Justin Timberlake. El sencillo debutó en el 87, y llegó al n.º 1 del Billboard, lo que significaba, el sexto n#1 de Timbaland en colaboraciones y suyo propios, el tercer n#1 de Nelly Furtado y el cuarto n#1 de Justin Timberlake. Este fue el sexto sencillo producido por Timbaland y Danja en posicionarse número uno, tras "SexyBack", "My Love, "What Goes Around.../...Comes Around" de Justin Timberlake, y "Promiscuous", "Say It Right" de Nelly Furtado y "Give It to Me" (de su álbum) también se posicionó número uno en el Pop 100.
En 2008, se supo que Madonna había reclutado a Timbaland, Danja y Justin Timberlake para producir el undécimo álbum de estudio de Madonna, Hard Candy, del cual salieron éxitos muldiales como 4 Minutes (número uno en más de 15 países), interpretada por Madonna, Justin Timberlake y Timbaland.
Ya en 2009 - 2010 Timbaland insinuó que colaboraría con artistas como Jordin Sparks , Beyoncé , Rihanna , Jonas Brothers , Miley Cyrus y T.I.
En septiembre de 2009, Timbaland anunció que recebiría colaboraciones para su álbum de estudio
Shock Value II de artistas como OneRepublic, Katy Perry, Nelly Furtado, Miley Cyrus y Justin Timberlake.
En última instancia mencionó a artistas como Madonna, Jonas Brothers, Usher, Rihanna, Kanye West, Beyoncé, Linkin Park, Paramore, T.I, T-Pain, Demi Lovato y Akon.

## 2011
En 13 de enero de 2011, Timbaland pone en marcha un nuevo proyecto de música gratuita en internet, al estilo de una iniciativa similar de Kanye West. En esta ocasión se trata de los Timbaland Thursdays, con la idea de subir un nuevo tema cada jueves y ponerlos de manera gratuita a disposición de sus aficionados. El primer tema estrenado de esta manera fue Take Ur Clothes Off, en el que colaboraba la rapera estadounidense Missy Elliott.
El 13 de septiembre de 2011, Timbaland publica un nuevo sencillo, titulado Pass at Me, en el que participa el rapero Pitbull y en el que colabora el productor y DJ francés David Guetta y que sería el primer sencillo de su prevista tercera entrega de la serie Shock Value. Un segundo sencillo fue lanzado el 17 de abril de 2012, Break Ya Back, junto al cantante estadounidense Dev. Timbaland también colaboró en la banda sonora de la película Step Up Revolution, cuarta entrega de la saga Step Up, en la que el productor aportó el tema Hands In the Air.

## Discografía

### Afiliados a Swing Mob
- 1996: "Pony" - Ginuwine (grabado en 1993)
- 1996: "If Your Girl Only Knew" - Aaliyah
- 1996: "One in a Million" - Aaliyah
- 1997: "Tell Me Do U Wanna" - Ginuwine
- 1997: "The Rain (Supa Dupa Fly)" - Missy "Misdemeanor" Elliott
- 1997: "Beep Me 911" - Missy "Misdemeanor" Elliott (con 702 y Magoo)
- 1997: "Sock it to Me" - Missy "Misdemeanor" Elliott (con Da Brat)
- 1997: "4 Page Letter" - Aaliyah
- 1998: "Cheers 2 U" - Playa
- 1998: "Are You That Somebody?" - Aaliyah (con Timbaland)
- 1998: "Make It Hot" - Nicole Wray (con Missy "Misdemeanor" Elliott y Mocha)
- 1998: "Same Ol' G" - Ginuwine
- 1999: "She's a Bitch" - Missy "Misdemeanor" Elliott
- 1999: "What's So Different" - Ginuwine
- 1999: "So Anxious" - Ginuwine
- 1999: "All N My Grill" - Missy "Misdemeanor" Elliott (con Nicole Wray y Big Boi de OutKast)
- 2000: "Try Again" - Aaliyah
- 2001: "Raise Up" - Petey Pablo
- 2001: "Get Ur Freak On" - Missy "Misdemeanor" Elliott
- 2001: "One Minute Man" - Missy "Misdemeanor" Elliott (con Ludacris, Trina y Jay-Z)
- 2001: "We Need a Resolution" - Aaliyah con Timbaland
- 2001: "Ugly" - Bubba Sparxxx
- 2002: "More Than a Woman" - Aaliyah
- 2002: "Oops! (Oh My)" - Tweet (con Missy "Misdemeanor" Elliott)
- 2002: "I Care 4 U" - Aaliyah
- 2002: "Work It" - Missy "Misdemeanor" Elliott
- 2002: "Back in the Day" - Missy "Misdemeanor" Elliott (con Jay-Z and Tweet)
- 2003: "Gossip Folks" - Missy Elliott con Ludacris
- 2003: "Don't Know What to Tell Ya" - Aaliyah
- 2003: "Pass That Dutch" - Missy Elliott
- 2003: "I'm Really Hot" - Missy Elliott
- 2004: "Deliverance" - Bubba Sparxxx

### Producciones exteriores / Colaboraciones
- 1996: "Steelo [Remix]" - 702
- 1996: "Can We?" - SWV con Missy Elliott
- 1997: "What About Us" - Total
- 1998: "Go Deep [Remix]" - Janet Jackson (con Missy Elliott)
- 1999: "Get on the Bus" - Destiny's Child (con Timbaland)
- 1999: "Nigga What, Nigga Who (Originators '99)" (a.k.a. "Jigga What, Jigga Who") - Jay-Z (con Amil and Big Jaz)
- 1999: "Big Pimpin'" - Jay-Z (con UGK)
- 1999: "Word Up" - Melanie B
- 2000: "Snoop Dogg (What's My Name, Pt. 2)" - Snoop Dogg
- 2000: "U Owe Me" - Nas (con Ginuwine)
- 2000: "Turn of the light (Remix)"- Nelly Furtado
- 2001: "Diamond Dogs" - Beck
- 2001: "Rollout (My Business)" - Ludacris
- 2002: "Cry Me a River" - Justin Timberlake (coproducido por Scott Storch)
- 2003: "Dirt Off Your Shoulder" - Jay-Z
- 2003: "The Jump Off" - Lil Kim
- 2004: "I'll Be Around" - Cee-Lo con Timbaland
- 2004: "Who Is She 2 U" - Brandy
- 2004: "Afrodisiac" - Brandy
- 2004: "Headsprung" - LL Cool J (con Timbaland)
- 2004: "Intro" - Ludacris
- 2004: "The Potion" - Ludacris
- 2005: "Hey Now! (Mean Muggin')" - Xzibit (con Keri Hilson)
- 2005: "Exodus '04" - Utada
- 2005: "Can I Take U Home" - Jamie Foxx
- 2005: "Put You on the Game" - The Game
- 2005: "Wait A Minute" - The Pussycat Dolls
- 2006: "Maneater" - Nelly Furtado
- 2006: "Promiscuous" - Nelly Furtado
- 2006: "No Hay Igual" - Nelly Furtado
- 2006: "Say It Right" - Nelly Furtado
- 2006: "SexyBack" - Justin Timberlake
- 2006: "My Love" - Justin Timberlake (con T.I. & Timbaland)
- 2006: "Chop Me Up" - Justin Timberlake (con Three 6 Mafia & Timbaland)
- 2007: "Ayo Technology" - 50 Cent (con Justin Timberlake & Timbaland)
- 2007: "Earth Intruders" - Björk
- 2007: "Innocence" - Björk
- 2007: "Come Around" - M.I.A.
- 2007: Number one fan - Dima Bilán
- 2007: "Red Carpet Massacre" Duran Duran
- 2007: "Earth Intruders" y "Innocence" (Björk)
- 2008: "Dangerous" Matt Pokora
- 2008: "Throw It On Me" (Con The Hives)
- 2008: "4 Minutes" Madonna (Con Justin Timberlake)
- 2009: "Scream" (Con Chris Cornell)
- 2009: "Lose Control" (Con Jojo)
- 2009: "Give It Up To Me" Shakira (Con Lil Wayne)
- 2009: "We Belong To The Music" (Con Miley Cyrus)
- 2011: "All Night Long" Demi Lovato (Con Missy Elliot)
- 2012: "9th Inning" (con Missy Elliott)
- 2012: "Pass Out" (con Bleona & Brasco)
- 2014: "Chicago" (con Michael Jackson)
- 2016: Harmony (Con Dalton Diehl) (De la banda sonora de Skylanders Academy)

## Discografía
| - 2007: Shock Value - 2009: Shock Value 2 | - 1998: Tim's Bio: Life From Da Bassment | - 1997: Welcome To Our World - 2001: Indecent Proposal - 2003: Under Construction, Part II - 2004: Timbaland & Magoo Present: Greatest Hits |